# Артур Юттнер
Артур Юттнер (нім. Arthur Jüttner; 18 серпня 1908, Катовиці, Верхня Сілезія — 1 грудня 2003, Брамштедт, Нижня Саксонія) — німецький офіцер часів Третього Рейху, оберст піхоти (1944) Вермахту. Один зі 160 кавалерів Лицарського хреста з Дубовим листям та мечами (1945).

## Біографія
Артур Юттнер народився 18 серпня 1908 у сілезькому місті Катовиці.
Військова кар'єра
- 13 квітня 1926 — солдат
- 1930 — унтерофіцер
- 1931 — фельдфебель
- 1934 — гауптфельдфебель
- 1936 — оберфенрих
- 1938 — лейтенант
- 1 квітня 1938 — оберлейтенант
- 1939 — гауптман
- 1 січня 1942 — майор
- 1 вересня 1943 — оберстлейтенант
- 1 березня 1944 — оберст

13 квітня 1926 року поступив волонтером на військову службу до 3-ї роти 7-го Прусського піхотного полку Рейхсверу. З 1930 року — унтерофіцер, з 1935 — фельдфебель, пізніше отримав звання гауптфельдфебель. Поступив на навчання до військового училища в Мюнхені, яке закінчив 1 квітня 1938 року з присвоєнням військового звання оберлейтенант.
По поверненню до частини став командиром 3-ї роти, в якій почав військову службу 12 років раніше. Згодом отримав звання гауптмана та став командиром 1-ї роти полку. На чолі цієї роти брав участь у Судетській операції та окупації Чехословаччини.
З перших днів Другої світової війни на фронті. Узяв активну участь у Польській та Французькій кампаніях. За сміливість та бойові заслуги удостоєний обох Залізних хрестів.
Наприкінці травня 1941 року з підрозділами 8-ї піхотної дивізії прибув до Східної Пруссії, де група армій «Центр» готувалась до вторгнення до Радянського Союзу.
З 22 червня 1941 року командир піхотної роти гауптман А. Юттер на Східному фронті. У боях у Білорусі за Гродно командир ІІІ. батальйону оберстлейтенант Лінднер був поранений та А. Юттнеру доручили керувати цим батальйоном. Під його проводом піхотний батальйон відзначився у боях за Рудно та Вітебськ. Надалі бився на Смоленському напрямку, в битві за Москву.
14 грудня 1941 року гауптман А. Юттнер нагороджений Лицарським хрестом Залізного хреста.
З 1 січня 1942 року отримав військове звання майор та став командиром батальйону у 8-ій легкій піхотній дивізії.
З 1942 до зими 1943 року продовжував керувати батальйоном у боях на північному фасі німецько-радянського фронту, брав активну участь у боях за визволення «Дем'янського котла». З квітня до червня 1943 року на курсах підготовки командирів полків на полігоні в Деберіці, по завершенні яких призначений командиром 532-го гренадерського полку 383-ї піхотної дивізії, що тримав оборону на лівому фланзі Курської дуги під Орлом.
1 вересня 1943 року підвищений у званні до оберстлейтенанта, а 1 березня 1944 став оберстом.
23 червня 1944 радянські війська розпочали операцію «Багратіон» і полк оберста А.Юттнера виявився в повному оточенні під Бобруйськом. Протягом 44 діб частина офіцера пробивалась на захід, пройшла із запеклими боями 700 км і, втративши левову частку своїх сил, вийшла до військ Вермахту в району Августова. Вночі в останньому бою з прориву позицій противника, оберст зміг штурмом пробитися лише з трьома офіцерами та вісьмома солдатами, решта або загинула або потрапила у полон.
18 жовтня 1944 року командир полку оберст Юттнер отримав дубове листя до Лицарського хреста.
Восени 1944 року його призначили командиром 164-го гренадерського полку 62-ї фольксгренадерської дивізії. У грудні 1944-січні 1945 року полк бився в Арденнській операції на Західному фронті. Після розгрому військ Вермахту відступали вглиб Німеччини. 1 лютого А.Юттнера призначили тимчасово виконуючим обов'язки командира 62-ї дивізії замість генерал-майора Ф. Кіттеля.
У квітні 1945 року 62-га фольксгренадерська дивізія разом з іншими військами була розгромлена в Рурському котлі, а офіцер потрапив в американський полон.
Після звільнення з табору військовополонених у 1947 році повернувся до мирного життя. У 1956 році вступив до знов створених Збройних сил Західної Німеччини — Бундесверу з поверненням військового звання оберст запасу. Проходив службу на посаді заступника командира 32-ї панцергренадерської дивізії, звільнений у відставку в 1960 році.

## Нагороди
- Медаль «За вислугу років у Вермахті» 4-го і 3-го класу (12 років)
- Медаль «У пам'ять 1 жовтня 1938» із застібкою «Празький град»
- Залізний хрест
  - 2-го класу (2 жовтня 1939)
  - 1-го класу (27 жовтня 1939)
- Штурмовий піхотний знак в сріблі (13 серпня 1940)
- Медаль «За зимову кампанію на Сході 1941/42»
- Дем'янський щит
- Нагрудний знак ближнього бою
  - в бронзі (1 жовтня 1941)
  - в сріблі (18 жовтня 1944)
- Нагрудний знак «За поранення»
  - в чорному (2 листопада 1941)
  - в сріблі (18 серпня 1944)
- Німецький хрест в золоті (23 лютого 1943)
- Лицарський хрест Залізного хреста з дубовим листям і мечами
  - Лицарський хрест (14 грудня 1944)
  - Дубове листя (№ 622; 18 жовтня 1944)
  - Мечі (№ 141; 5 квітня 1945)